# Gryten, Närke
Gryten är en sjö i Degerfors kommun och Laxå kommun i Närke och ingår i Norrströms huvudavrinningsområde. Sjön har en area på 0,729 kvadratkilometer och ligger 139 meter över havet. Gryten ligger i naturreservatet Vargavidderna och Vargavidderna Natura 2000-område.

## Delavrinningsområde
Gryten ingår i det delavrinningsområde (655228-142570) som SMHI kallar för Nedlagd mätstation. Medelhöjden är 121 meter över havet och ytan är 66,02 kvadratkilometer. Det finns inga avrinningsområden uppströms utan avrinningsområdet är högsta punkten. Spettå som avvattnar avrinningsområdet har biflödesordning 2, vilket innebär att vattnet flödar genom totalt 2 vattendrag innan det når havet efter 276 kilometer. Avrinningsområdet består mestadels av skog (76 procent) och sankmarker (16 procent). Avrinningsområdet har 2,19 kvadratkilometer vattenytor vilket ger det en sjöprocent på 3,3 procent.